# Deutscher Fernsehfunk
Германское телевидение («Deutscher Fernsehfunk») — некоммерческое государственное учреждение существовавшее в 1952-1991 гг.

## Телевещательная деятельность учреждения
Учреждение вело:
- с момента своего основания и до 19:58 15 декабря 1990 года вещание по 1-я программе ГДР (I. Programm)[3] — информационной, общественно-политической и художественной, принимавшейся на метровые волны[4], включавшей в себя ежедневную телегазету «Актуальная камера», общественно-политические тележурналы «Дер Шварце Каналь» (с 1960 года), международный тележурнал «Объектив» (с 1965 года), художественно-публицистические передачи, премьеры и повторы телефильмов, телевизионные премьеры и повторы фильмов, первоначально являлась вечерний, с 1972 года - утренней и вечерней;
- с 1969 года до 15 декабря 1990 года вещание по 2-я программе ГДР (II. Programm)[3] — информационной и художественной, принимавшейся на дециметровые волны[5], включавшей в себя ежедневную телегазеты «Актуальная камера», повторы телефильмов, телевизионные повторы фильмов, к 1983 году также включала в себя учебные передачи[6]
- с 19:58 15 декабря 1990 года до 00.00 в ночь с 31 декабря 1991 на 1 января 1992 года по 3-й программе в землях Бранденбург, Мекленбург-Передняя Померания, Саксония, Саксония-Анхальт и Тюрингия и в Восточных Округах Берлина, ретранслировавшейся по бывшим каналам 2-й программы ГДР
- с 19:58 15 декабря 1990 года до 00.00 в ночь с 31 декабря 1991 на 1 января 1992 года земельные телепередачи по 1-й программе ФРГ в землях Мекленбург-Передняя Померания, Бранденбург, Саксония, Саксония-Анхальт, Тюрингия и восточных округах Берлина, с лета до 15 декабря того же года - земельные передачи по 1-й программе ГДР;
- с 1989 до 00.00 в ночь с 31 декабря 1991 на 1 января 1992 года совместно со Вторым германским телевидением, Австрийским радио и Швейцарским обществом радиовещания и телевидения по международной программе «3 Зат».
- с 1972 года совместно с рядом телеорганизаций других стран СЭВ - непрямые телепередачи через советский спутник «Горизонт»[7].

| Рост количества часов вещания Deutscher Fernsehfunk в 1955—1989 гг. | Рост количества часов вещания Deutscher Fernsehfunk в 1955—1989 гг. | Рост количества часов вещания Deutscher Fernsehfunk в 1955—1989 гг. | Рост количества часов вещания Deutscher Fernsehfunk в 1955—1989 гг. | Рост количества часов вещания Deutscher Fernsehfunk в 1955—1989 гг. | Рост количества часов вещания Deutscher Fernsehfunk в 1955—1989 гг. | Рост количества часов вещания Deutscher Fernsehfunk в 1955—1989 гг. | Рост количества часов вещания Deutscher Fernsehfunk в 1955—1989 гг. | Рост количества часов вещания Deutscher Fernsehfunk в 1955—1989 гг. | Рост количества часов вещания Deutscher Fernsehfunk в 1955—1989 гг. |
| ------------------------------------------------------------------- | ------------------------------------------------------------------- | ------------------------------------------------------------------- | ------------------------------------------------------------------- | ------------------------------------------------------------------- | ------------------------------------------------------------------- | ------------------------------------------------------------------- | ------------------------------------------------------------------- | ------------------------------------------------------------------- | ------------------------------------------------------------------- |
| Год                                                                 | 1955                                                                | 1960                                                                | 1965                                                                | 1970                                                                | 1975                                                                | 1980                                                                | 1985                                                                | 1988                                                                | 1989                                                                |
| Часов в год                                                         | 786                                                                 | 3007                                                                | 3774                                                                | 6028                                                                | 6851                                                                | 7704                                                                | 8265                                                                | 9194                                                                | 8900                                                                |
| Часов в неделю                                                      | 15                                                                  | 58                                                                  | 73                                                                  | 116                                                                 | 132                                                                 | 148                                                                 | 159                                                                 | 177                                                                 | 171                                                                 |

### Телетекст
- DFF-Text

### Бильдширмтекст
Вела страница в Бильдширмтексте.

## Управление и финансирование
Руководство
Руководство учреждением осуществляли
- (1952-1989 гг.)
  - возглавлялась интендантом, который с 1969 года был по должности председателем Государственного комитета ГДР по телевидению (Staatliches Komitee für Fernsehen), до 1969 года интендант был подчинён Государственному комитету ГДР по радиовещанию [8]
- (1989-1990)
  - Генеральным интендантом, назначавшимся Премьер-Министров, с 5 февраля 1990 года премьер-министром при утверждении советом по контролю СМИ (Medienkontrolrat), формировавшимся в свою очередь Народной палатой по предложению круглого стола[9]
- (с 14 сентября 1990 года до 31 декабря 1991 года)
  - советом (Rundfunkbeirat), формировавшийся ландтагами
  - уполномоченным Правительства ГДР по делам радиовещания и телевидения (Rundfunkbeauftragte), назначавшийся Народной палатой по предложению Премьер-Министра ГДР[10][11][12][13]

Структура
В подчинение у председателя государственного комитета ГДР по телевидению находились программный директор (Programmdirektor) и главный редактор (Chefredakteur), каждая программа имела собственного главного режиссёра и группу дикторов.
До 1972 года
- Главный отдел обмена программами и фильмами (Hauptabt. Programmaustausch und Film)
- Главный отдел политики (Hauptabt. Politik)
- Главный отдел сельскохозяйственной политики (Hauptabt. Agrarpolitik)
- Главный отдел промышленности и науки (Hauptabt. Wirtschaft/Wissenschaft)
- Главный отдел драматического искусства (Hauptabt. Dramatische Kunst)
- Главный отдел развлечений (Hauptabt. Unterhaltung)
- Главный отдел детского, юношеского, женского и политехнического телевидения (Hauptabt. Kinder-, Jugend-, Frauen- und Polytechnisches Fernsehen)
- Главный отдел молодёжного телевидения (Hauptabt. Jugendfernsehen) (до 1969 г. — Главный отдел молодёжи и образования (Hauptabt. Jugend und Erziehung))
- Главный отдел спорта (Hauptabt. Sport)
- Главный отдел редакции выходных (Hauptabt. Wochenendredaktion)[14]

C 1972 года:
- Отдел обмена программами и фильмами (Bereich programmaustausch und Film)
- Главная редакция «Актуальной камеры» (Chefredaktion Aktuelle Kamera)
- Отдел экономической и научной политики (Bereich Wirtschafts- und Wissenschaftspolitik)
- Главная редакция культурной политики (Chefredaktion Kulturpolitik)
- Отдел драматического искусства (Bereich Dramatische Kunst)
- Отдел развлечений и музыки (Bereich Unterhaltung/Musik)
- Отдел детей и юношества (Bereich Kinder und Jugend)
- Отдел образовательного телевидения (Bereich Bildungsfernsehen)
- Главная редакция спорта (Chefredaktion Sport)[15]

С 1989 года в бывших земельных столицах «Deutscher Fernsehfunk» имела территориальные подразделения — «студии»:
- Потсдамская студия (Studio Potsdam) — производила информационную программу Landesschau, до этого производила отдельные репортажи для AK
- Шверинская студия (до 1990 г. — Ростокская студия (Ostseestudio Rostock)) — производила информационную программу Nordmagazin, до этого производила отдельные репортажи для AK
- Галльская студия (Studios Halle) — производила информационную программу Tagesbilder, до этого производила отдельные репортажи для AK
- Дрезденская студия (Studio Dresden) — производила информационную программу Bei uns in Sachsen, до этого производила отдельные репортажи для AK
- Веймарская студия (Studio Weimar) — производила информационную программу Thüringen Journal, до этого производила отдельные репортажи для AK

Финансирование
Большая часть расходов покрывалась за счёт абонемента, собиравшегося со всех владельцев радиоприёмников и телевизоров.
Производственные структуры
- Балет телевидения ГДР (Deutsches Fernsehballett)

Штаб-квартира
Вещал из Берлинского телецентра на Рудовер-Хауззее в Адлерсхофе, часть передач снимались в Ростокской студии (Ostseestudio Rostock), Галльской студии (Studios Halle) и Дрезденская студия (Studio Dresden). Landesschau выходила в эфир из Потсдамской студии Телевидения ГДР, Nordmagazin — из Шверинской студии Телевидения ГДР, Tagesbilder из Магдебургской студии Телевидения ГДР, Thüringen Journal — из Эрфуртской студии Телевидения ГДР, Bei uns in Sachsen — из Дрезденской студии Телевидения ГДР.

## Программы
Информационные программы
- (1952 — 30 октября 1989 года)
  - «Актуальная камера» (Aktuelle Kamera, AK)[16][17][18][19][20][21] — бюллетень новостей, главный выпуск новостей Телевидения ГДР, включал в себя репортажи (AK Report, как правило в воскресных выпусках), интервью (AK Sonnabend-Inteview, как правило в воскресных выпусках), комментарии (AK Kommentar), новости спорта (AK Sport как правило велись общим с остальным выпуском диктором кроме субботних выпусков[22]), прогноз погоды (AK Wetter)
    - в 1952—1978 — ежедневно по 1-й и 2-й программам в 19.30-20.00 и по 1-й программе в 22.00-22.15
    - в 1978—1989 — ежедневно по 1-й программе в 19.30-20.00 (повтор в тот же день по 2-й программе 21.30-22.00[23] и на следующий день в 09.25[23][24][25]) и в 22.00-22.15.

  - Новости (AK Nachrichten)[26] — выпуски новостей[27][28][29][30][31] по 1-й программе перед перерывом, после его окончания (в 17.00) и перед окончанием передач[23]
- (30 октября 1989 — 15 декаября 1990 года)
  - «АК ам Абенд» (AK am Abend)[32][33] — выпуск новостей в 19.30-20.00, включал в себя репортажи, новости спорта и прогноз погоды
  - «АК Цво» (AK Zwo)[34] — бюллетень новостей, выпуск новостей по 2-й программе в 22.00-22.15, включал в себя репортажи, комментарии и прогноз погоды
- (с 15 декабря 1990 года до 31 декабря 1991 года)
  - Новости (Aktuell)[35] — выпуски новостей в 12.50-13.00, 17.00-17.05 и 19.30-20.00
  - «Шпэт-Журналь» (Spätjournal) — выпуски новостей в 22.00-22.15, включал в себя репортажи, бюллетени новостей (велись отдельным диктором), комментарии, прогноз погоды

Публицистические программы
- «Объектив» (Objektiv) — международный тележурнал[36]
- «Дер шварце каналь» (Der schwarze Kanal) — общественно-политический тележурнал[37]
- «Призма» (Prisma) — общественно-политический тележурнал, по четвергам в 20.00-20.30
- «Ландесшау» (Landesschau) — региональный тележурнал о Бранденбурге
- «Нордмагацин» (Nordmagazin) — региональный тележурнал о Мекленбурге-Передней Померании
- «Тагесбильдер» (Tagesbilder) — региональный тележурнал о Саксонии-Анхальт
- «Бай унс ин Захсен» (Bei uns in Sachsen) — региональный тележурнал о Саксонии
- «Тюринген Журналь» (Thüringen Journal) — региональный тележурнал о Тюрингии

#### Молодежные программы
- Делай с нами, делай как мы, делай лучше нас (Mach mit, Machs Nach, Machs besser) -  спортивная программа

## Фильмы
- Вдвое больше, или ничего (1964)
- Преступник сидит на стадионе Уэмбли (1970)
- Виза на Окантрос (1974)
- Два брата и сестра (1975)
- Как помочь папе (1983)
- Холодный ангел (1986)
- Пелле-завоеватель (1986)
- Присмотри за Сюзи (1968)
- Офицеры (1986)
- Джонни придёт (1988)
- Летние грозы (1989)
- Поцелуи и удары (1990)

Художественные фильмы снятые Студией художественных фильмов DEFA по заказу Телевидения ГДР
- Вдвое больше, или ничего (1964)
- Три орешка для Золушки (чеш. Tři oříšky pro Popelku, нем. Drei Haselnüsse für Aschenbrödel) - киносказка производства Чехословакии и ГДР (1973)
- Пират со странностями (1975)
- Карлик Нос (1978)

Сериалы
- Красные альпинисты (1967)  об антифашистской деятельности группы саксонских альпинистов, действовавшей в пограничной зоне между Германией и Чехословакией в 1933 - 1936 годах
- Тайны Анд (1972)
- Ну что же ты, папа?[нем.] (1974—1979)
- Телефон полиции — 110 (1971—1992)
- Архив смерти (1980)
- Фронт без пощады (1984)
- Николай Вавилов (1990)

## Логотип и заставки
- Использовавшийся в конце 1980-х гг. логотип располагался в правом верхнем углу экрана и представлял собой надпись белыми буквами «DDR1» на Первой программе и «DDR2»[31] на Второй программе, в 1990 году — соответственно — «DFF 1»[38] и «DFF 2», также в 1990-м году использовался логотип представлявший собой аббревиатуру «D.FF» с «D» стилизованным под треугольник, в 1991-м логотип представлял собой треугольник обведённый кругом[39].
- Программа передач на Первую и Вторую программы и часть программы передач для радиопрограмм сначала зачитывалась диктором по первой программе, после чего по ней же показывалась в виде программной таблицы перед началом эфира (на текущий день), перед выпуском «Актуальной камеры» в 19.30[40] (на текущий вечер) и перед окончанием эфира (на следующий день)[41], официальным шрифтом учреждения использующимся им в телевещании в 1986-1990 гг. был «Видетур» (Videtur), созданный дизайнером ГДР Акселем Бертрамом.
- После начала эфира и после оконанчания дневного перерыва[42] по обеим программам[43] транслировались позывные телекомпании в 1952—1976 и 1989—1990 гг. — на фоне Бранденбургских ворот[44] и часов, в 1976—1989 гг. — на фоне Дворца республики, прочих пейзажей и часов[45]
- Перед фильмами и частью передач дикторами зачитывалось краткое содержание фильма и программы, а после окончания диктором ещё раз называлось название просмотренного фильма или передачи, режиссёр и главные актёры, после чего дикторы зачитывали напоминание о показах фильмов и передач[46] (с 1989 г. — часть таких напоминаний зачитывались закадровым диктором), перед выпусками новостей и прочими передачами обычно указывалось название передачи на фоне дворца республики и появляющейся единицы или двойки в зависимости от программы[47], а до 1976 года показывались часы.